# Ray Tomlinson

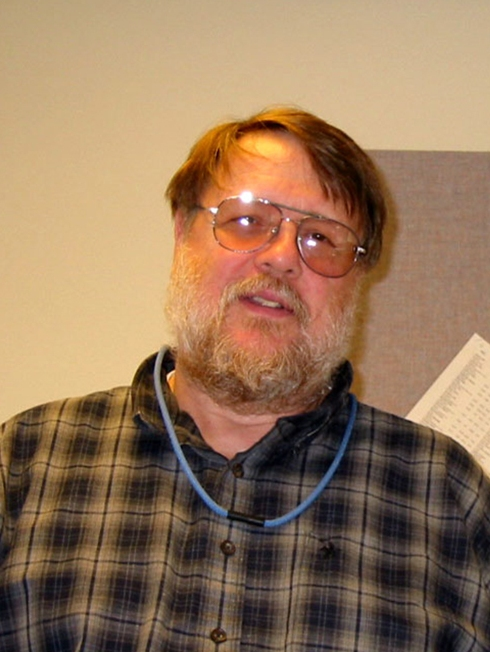
Ray Tomlinson (2004)

Raymond Samuel „Ray“ Tomlinson (* 23. April 1941 in Amsterdam, New York; † 5. März 2016 in Lincoln, Massachusetts) war ein US-amerikanischer Informatiker.
Er gilt als Erfinder der E-Mail. Mit dem Anti-Computerwurm Reaper entwickelte er auch das erste bekannte Programm gegen Malware.

## Leben
Tomlinson studierte zunächst Elektrotechnik am Rensselaer Polytechnic Institute und anschließend am Massachusetts Institute of Technology. Während seines Studiums begann er 1960, Computerprogramme zu schreiben.
Nach seinem Studium arbeitete Tomlinson als Computertechniker bei Bolt Beranek and Newman (BBN) in Cambridge (Massachusetts), einem privaten Forschungsunternehmen, das 1968 vom Verteidigungsministerium der Vereinigten Staaten den Auftrag erhielt, das Arpanet – den Vorgänger des Internets – aufzubauen.
Dabei entstand zunächst CPYNET, ein Protokoll, welches Dateien zwischen miteinander verbundenen Computersystemen übertragen konnte. Es sollte dahingehend erweitert werden, dass auch Nachrichten übertragen werden können. Tomlinson bediente sich hierzu des Programms SNDMSG, das nur für den lokalen Einsatz konzipiert war und so genannte Mailboxes erstellte, die eigentlich nichts anderes waren als Dateien. Er kombinierte SNDMSG und CPYNET zu einem eigenen Programm. Um den Adressaten und den Computer unterscheiden zu können, wählte Tomlinson als eindeutiges Trennzeichen das @-Zeichen, da dieses in der Schriftsprache nicht verwendet wurde.
Während Tomlinson sein E-Mail-Nachrichtensystem entwickelte, wurde der heutige Nutzen von niemandem erkannt, seine Arbeit wurde eher als Spielerei gesehen. Als Tomlinson sein System einem Kollegen demonstrierte, bemerkte dieser scherzhaft:

“Don’t tell anyone! This isn’t what we’re supposed to be working on.”

„Sag das niemandem! Das ist nicht das, woran wir arbeiten sollen.“

1971 präsentierte Tomlinson seinen Mitarbeitern das Programm und versandte die erste E-Mail. Deren genauer Inhalt ist unbekannt; Tomlinson konnte sich nur noch daran erinnern, dass er darin unter anderem die Verwendung des @-Symbols erklärte. 2009 erhielt Tomlinson gemeinsam mit Martin Cooper den Prinz-von-Asturien-Preis in der Kategorie Wissenschaft und Forschung.
An der Weiterentwicklung der E-Mail war Tomlinson nicht mehr beteiligt.
Ray Tomlinson starb am 5. März 2016 an den Folgen eines Herzinfarktes.